# Missing... Presumed Having a Good Time
Missing... Presumed Having a Good Time – jedyny album studyjny zespołu Notting Hillbillies, wydany w 1990 roku.

## Lista utworów
1. "Railroad Worksong" – 5:29
2. "Bewildered" – 2:37 (Whitcup/Powell)
3. "Your Own Sweet Way" – 4:32 (Knopfler, Mark)
4. "Run Me Down" – 2:25
5. "One Way Gal" – 3:10
6. "Blues stay Away from Me" – 3:50 (Delmore, Alton/Delmore, R./Raney, Wayne/Glover, Henry)
7. "Will You Miss Me" – 3:52 (Phillips, Steve)
8. "Please Baby" – 3:50
9. "Weapon of Prayer" – 3:10 (Louvin, I./Louvin, C.)
10. "That's Where I Belong" – 2:51 (Croker, Brendan)
11. "Feel Like Going Home" – 4:52 (Rich, Charlie)

## Twórcy
- Mark Knopfler - gitara, śpiew
- Steve Phillips - gitara, śpiew
- Brendan Croker - gitara, śpiew
- Guy Fletcher - gitara, śpiew
- Paul Franklin - pedal steel guitar
- Marcus Cliff - gitara basowa
- Ed Bicknell - perkusja